# Alexandre Vassiliev
Alexander Vassiliev (em russo:  Александр Васильев; nascido em 1962) é um jornalista, escritor e historiador de espionagem russo-britânico que vive em Londres e é especialista no assunto da KGB soviética e da SVR russa. Ex-oficial do Comitê Soviético de Segurança do Estado (KGB), ele é conhecido por seus dois livros baseados em documentos de arquivo da KGB: Spies: The Rise and Fall of the KGB in America, em co-autoria com John Earl Haynes e Harvey Klehr, e The Haunted Wood: Soviet Espionage in America: the Stalin Era, em co-autoria com Allen Weinstein.

## Biografia

### Inteligência soviética

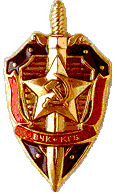
símbolo da KGB

Vassiliev trabalhou como agente do Primeiro Departamento (Americano) da Primeira Diretoria Principal da KGB de 1987 a 1990.
No verão de 1993, Vassiliev recebeu um telefonema de Iurii Kobaladze, assessor de imprensa do Serviço de Inteligência Estrangeira (SVR) da Federação Russa, solicitando uma reunião. Kobaladze pediu a Vassiliev para participar de um projeto de livro com a Crown Publishers, uma divisão da Random House, que organizou uma série de cinco livros baseada em documentos de arquivo da KGB, cada um editado por um editor russo e um americano. O SVR (sucessor do KGB), atravessava uma crise orçamentária e buscava melhorar sua imagem de serviço efetivo e havia concordado com a proposta. Apesar de ter dúvidas, Vassiliev finalmente concordou em trabalhar em um livro sobre a espionagem soviética na América nas décadas de 1930 e 1940 como parte do projeto.
No outono de 1993, Vassiliev assinou um contrato de livro e conheceu o americano escolhido pela Crown para trabalhar com ele, o historiador Allen Weinstein, especialista no caso de espionagem de Alger Hiss. Vassiliev largou o emprego na televisão e no início de 1994 começou a trabalhar seriamente no projeto do livro, trabalhando com documentos de arquivo fornecidos na assessoria de imprensa do SVR.
Os documentos armazenados nos arquivos do SVR foram levados a Vassiliev na assessoria de imprensa do SVR; ele foi autorizado a fazer anotações copiosas, resumindo e transcrevendo seu conteúdo na presença de dois oficiais do SVR. Embora trancado em um cofre todas as noites com o material de arquivo, ninguém verificava o que ele estava escrevendo e Vassiliev tinha permissão para levar cadernos para casa enquanto preenchia um e trazia outro. Um total de oito cadernos foram mantidos, juntamente com várias páginas não encadernadas. Vassiliev mais tarde lembrou que tentou transcrever tantos documentos quanto possível literalmente e meticulosamente anotou arquivos de arquivo e números de documentos para cada um.
A redação dos rascunhos dos capítulos do primeiro livro de Vassiliev, The Haunted Wood: Soviet Espionage in America — The Stalin Era, começou em 1995, com cada um examinado pela Comissão de Desclassificação SVD, o chefe do departamento de arquivos e Kobaladze. Vassiliev foi incapaz de nomear os americanos que ajudaram a inteligência soviética em seus capítulos de rascunho devido aos regulamentos do SVR que proíbem a " saída " de agentes e fontes, então nomes falsos foram usados no rascunho de Vassiliev. Muitos nomes alternativos já eram bem conhecidos nos Estados Unidos, entretanto, e o autor americano Weinstein teve pouca dificuldade em entender quem era quem e manteve o controle sobre o rascunho final.
A partir de 1995, o ambiente político começou a mudar na Rússia, Vassiliev lembrou mais tarde, com a popularidade de Boris Yeltsin despencando e um clima de ansiedade varrendo o país. Uma restauração nacionalista conservadora parecia iminente, liderada pelo candidato presidencial russo Gennady Ziuganov. Para aumentar a dificuldade, a Crown Publishing achou necessário cancelar o contrato do livro de cinco volumes por razões financeiras, colocando todo o projeto em dúvida. Em janeiro de 1996, Vassiliev foi informado de que não receberia novos arquivos dos arquivos.

### Wikipédia e novas pesquisas

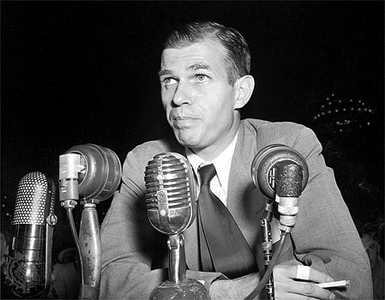
Alger Hiss por volta de 1948

Então, em 2005, ele se interessou pela Wikipedia e decidiu verificar o artigo para Alger Hiss para ver se era preciso. No final do artigo havia um link externo para o site do historiador John Earl Haynes, no qual Vassiliev encontrou um documento de sua própria caligrafia que ele havia apresentado em seu julgamento em Londres, junto com alguns comentários questionando a precisão do documento. Vassiliev escreveu uma carta a Haynes tentando esclarecer o assunto - e nasceu um projeto de colaboração em um livro.
Vassiliev conseguiu recuperar seus cadernos originais com transcrições e resumos de documentos secretos de arquivo da inteligência estrangeira soviética, e estes serviram como o núcleo de uma segunda publicação. Em maio de 2009, a Yale University Press publicou Spies: The Rise and Fall of the KGB in America, co-autoria de Haynes, Vassiliev e Harvey Klehr da Emory University, outro estudioso amplamente reconhecido no campo da história comunista americana.
Após a conclusão do projeto, Vassiliev doou seus cadernos originais à Biblioteca do Congresso dos Estados Unidos. O conteúdo deles foi digitalizado no filme original, transcrito para o russo e traduzido para o inglês, e agora está disponível online em todas as três formas por meio do Projeto de História Internacional da Guerra Fria no Woodrow Wilson International Center for Scholars.

### BBC e publicação
Vassiliev trabalhou no BBC Russian Service como produtor online de 2000 a 2009. Ele atuou como co-editor, editor e designer da The Hyde Park, uma revista russa em Londres, de 2004 a 2006.
Em 2009, Vassiliev publicou seu primeiro romance, um thriller de espionagem chamado Russian Sector nas edições em russo e inglês. Em 2014, publicou Oblik (" Look ") apenas em russo. Ele continua a trabalhar na publicação como designer, editor, produtor e editor.

## Obras

### Não-ficção
Vassiliev é um especialista em inteligência soviética e russa:
- The Haunted Wood: Espionagem soviética na América: a era de Stalin (1999)[14][15]
- Spies: The Rise and Fall of the KGB in America (2009)[16][17]
- Documentos de Alexander Vassiliev (2009)[12] (Finding Aid[18])
- Cadernos Vassiliev (2009)[19][20][21]

### Ficção
- Setor Russo[22][23]
- Oblik ("Olha") (2014)

### Publicação
Como editor e editor, Vassiliev promove a literatura clássica russa republicando - mais de uma dúzia de edições em inglês e russo em dois idiomas de Alexander Pushkin, Mikhail Lermontov, Nikolai Gogol, Ivan Turgenev, Leo Tolstoy, Fyodor Dostoevsky e Anton Chekhov.
Ele também edita e publica clássicos franceses em russo de Gustave Flaubert, Alexandre Dumas Fils, Honoré de Balzac, Guy de Maupassant, Stendhal e Marcel Proust.